# 福地氏
福地氏（ふくちし）は、日本の氏族の一つ。

## 和邇部氏族 福地氏
駿河国に本姓を和邇部氏とする福地氏がある。
```
系譜 大宮司義尊-富士六郎義勝-福地十郎義邦-三郎義古
```

## 桓武平氏流柘植氏族 福地氏（伊賀福地氏）
本姓を桓武平氏とし、柘植氏一門で伊賀国の柘植弥兵衛平宗清の子に福地氏祖となるものありと伝わる。本城は福地城。後に一部は"松尾"と改姓し、松尾芭蕉を輩出する。昭和後期の当主に福地宗彦がいる。

## 清和源氏流武田氏族 福地氏
源氏の流れを汲む福地氏がある。清和天皇第六皇子 貞純親王の王子 経基王を祖する清和源氏の流れで、経基王子 多田満仲の四男 頼信を祖とする河内源氏の傍系で、頼信の子 頼義の三男 新羅三郎義光の末裔 甲斐源氏の流れ。その甲斐源氏嫡流 甲斐守護 武田氏の庶家に福地氏がある。本貫は甲斐国都留郡福地郷で家紋は三篠霞菱。『寛政重修諸家譜』に福地市左衛門信定及びその子 助三郎信氏の名を収録する。

## 清和源氏流佐竹氏傍流山入氏族 福地氏
前節と同じく、清和源氏の新羅三郎義光を祖とし、その孫 昌義に始まる常陸源氏の流れで、常陸守護 佐竹氏の庶流 山入氏の一門に福地氏がある。常陸国の福地氏の項を参照。

## 山城国の福地氏
山城国の住人に福地信盛ありという。

## 長門国の福地氏
長府藩士福知苟庵は福知家の末子に生まれ、長崎の医師福地嘉昌の継嗣となるという。その子が福地源一郎である。源一郎は別名、桜痴といい、幕臣として名をなし、海外に外遊してまわり、大蔵省に入省、岩倉使節団一等書記官となり、政府系の東京日日新聞（後の毎日新聞）発行所たる日報社の社長、東京府会議長を経て立憲帝政党の結成し解党の憂き目に遭うものの、後に衆議院議員として政治に参画した。源一郎の子は福地信世といい、東京帝国大学理学部講師の他、舞踏作家として事績を残した。

## 肥前国の福地氏
『肥陽軍記』の天文3年（1534年）の項に「龍造寺家臣福地氏」について載せ、『筑後軍記略』に天文2年（1533年）に福地主計允らが龍造寺隆信に通じるとある。龍造寺氏家老の福地氏では福地長門守信重、信盈が見える。

### 佐賀藩士 福地氏
戦国大名龍造寺氏の実権を握っていた鍋島氏が佐賀藩主として認められ、龍造寺氏の支配が終焉すると肥前国の福地氏も鍋島氏に随い、佐賀藩士となった。
佐賀藩士 山本常朝が武士道の指南書として著した『葉隠』の聞書 第四 五十にも藩主 鍋島勝茂が有能な藩士と評した武士として福地吉左衛門の名が見える他、聞書　第六 一六六、聞書　第八 五七には福地孫之允なる藩士が中野休助と喧嘩になり切腹したが、介錯人であった小城の蒲池某がしそんじて浪人したこと、聞書　第七　三二には「千住善右衛門、討ち果たしのこと」という事案の検分役として福地市郎兵衛の名が見える。また、聞書 第八 五七には家老職の横岳鍋島家当主 鍋島主水配下に福地六郎右衛門の名が見え、同じく佐賀藩家老の多久長門守家臣を切腹の危機から救ったとある。
末裔には俳優の哀川翔（福地家宏）、哀川の次女で女優の福地桃子がいる。

## 常陸国の福地氏
常陸国に佐竹氏の家臣たる福地氏が数流ある。 本姓を源氏とし、『常陸家譜戸村義国本』他に収録する。伝によれば福地豊後守ははじめ縫殿助とも名乗り、九州は筑後国の生まれで佐竹義篤に仕え、豊後守の受領名を授かり、代々その官途状を家宝としたと伝わる。ただしこれ以外、詳細がない。
一方、同じ佐竹家臣福地氏に、源姓佐竹氏の一門たる一族がある。その家伝によれば山入氏義の四男の弘義は、高野城主清水氏を母として生まれ、長倉氏に庇護を受け育ち、豊後守護大友氏の流れを汲む田那部氏の養子となり、田那部豊後守頼秀の女を室とし、秀弘と名を改めるという。秀弘には田那部氏との間に秀繁なる男子があり、幼名を吉寿といったとされる。秀繁の子は藤秀といい、小田天庵氏治との合戦に功を挙げ、豊前守の受領名を授かるものの、天正4年（1576年）久慈川の鮭漁をめぐる、石神氏、額田氏の合戦で額田側の奉行が殺害されたことにより、翌5年（1577年）出陣するも石神長松院前で討ち死にしたとされる。藤秀の正室は瀬谷城主の人見正朝の女であったが、夫の討ち死ににより後家となり、藤秀の遺児である吉松を連れて人見氏の居城・瀬谷城に帰ったとされる。吉松はそのまま、人見氏に庇護されながら育ち、佐竹義重に召しだされるに及び、姓を福地に改め、福地豊前守正秀と名乗るという。
福地正秀には正室の川野丹波の女との間に嫡男に朝秀、次男・力之介、後の豊前守秀重、三男に治郎三郎秀国、四男に式部秀村がいたが、義宣の秋田転封に随行する際、次三男以下は供奉するに及ばずとの令が出されたことにより、正秀と嫡男 朝秀のみが出羽国に随行し、秀重は瀬谷村に帰農、百姓として土着した。秀国は慶長18年（1613年）町屋に住み、秀村は慶長14年（1609年）より小目村に定住するという。

### 秋田藩士 福地氏
福地豊後守の子の福地源左衛門貞久は佐竹義昭に仕え、義宣の秋田転封に従うという。以下に豊後守の家系を載せる。
```
系譜 福地豊後守-源左衛門貞久-五郎右衛門（流浪する）-津右衛門-是兵衛貞盈（元は柿岡氏）-捴兵衛貞則-縫殿之丞貞安
```

また、源左衛門弟 彦兵衛の家系も一家系として存続している。
```
系譜 福地彦兵衛-彦兵衛-森田源十郎-采女（森田氏を継ぐ）-小野崎源之丞（小野崎氏を継ぐ）その弟 森田清九郎
```

また、源姓福地氏の弥兵衛貞則先祖三男分流として、源四郎久胤の家系がある。久胤は佐竹義重に仕えて秋田に下り、仙北郡六郷に住むという。
```
系譜 福地源四郎久胤-源四郎久脩-源四郎久勝-源四郎久等
```

同じく源姓福地氏の弥兵衛貞則先祖三男分流として、福地某久信の家系がある。
```
系譜 福地久信-久安-久長-弥平次某
```

さらに、源姓福地氏弥兵衛貞則先祖三男分流として福地若狭久宗の家系がある。久宗は佐竹義宣の秋田転封に随行するという。
```
系譜 福地若狭久宗-久行-久方-久茂-五左衛門久常
```

### 水戸藩士 福地氏
水戸藩士として続いた福地氏には、幕末志士で砲術家の福地政次郎廣延がいる。政次郎はもともと佐藤重遠の次男に生まれ、福地氏を継ぐという。国事に奔走し、長男の勝右衛門道遠、四男信之介道忠とともに天狗党の乱に死すという。政次郎親子の罪に連座し、政次郎の妻 弥寿子は連座して獄死、同姓の志士 福地謙介や福地朝陳の子 大森総衛門も天狗党の乱与党として越前国敦賀に斬首となる。一連の者、皆すべて靖国神社に合祀されたという。
```
系譜 福知広貫-政次郎廣延-勝衛門道遠
```